# XXXX. Reserve-Korps (Deutsches Kaiserreich)
Das XXXX. Reserve-Korps war ein Großverband der Armee des Deutschen Kaiserreiches im Ersten Weltkrieg.

## Geschichte

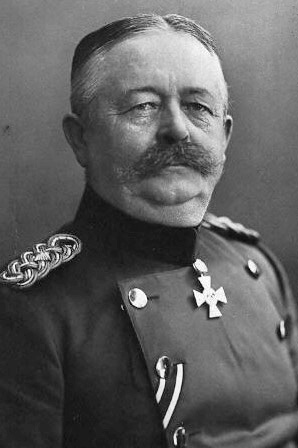
Karl Litzmann

Der General der Infanterie Karl Litzmann wurde am 24. Dezember 1914 erster Kommandierender General des mit der Mobilmachung aufgestellten Reserve-Korps, das zunächst an der Ostfront bei der 8. Armee während der Winterschlacht in Masuren eingesetzt wurde. Das Korps griff mit der 79. und 80. Reserve-Division, von der 3. Kavallerie-Brigade unterstützt, durch die Johannisburger Heide gegen die Linie Gehsen–Wrobeln–Snopken an. Am 7. Februar 1915 erreichte die „Gruppe Litzmann“ die Linie Drygallen–Rollken. Nach der vollständigen Rückeroberung von Ostpreußen schob General Litzmann das XXXX. Reserve-Korps südlich des Njemen vor. Zwischen 14. und 18. August 1915 gelang die Eroberung der für uneinnehmbar gehaltenen Festung Kowno durch geschickte Truppenführung.
Im März 1916 während der Schlacht am Narotsch-See unterstand das Generalkommando der 10. Armee als rechter Flügel. Die 79. Reserve-Division und die zusätzlich unterstellte 14. und 16. Landwehr-Division lagen im Raum Smorgon in Front und wurden nicht direkt vom russischen Ansturm erfasst. Teile der in Reserve stehenden 80. Reserve-Division konnten so der nördlicher schwer ringenden Korpsgruppe Hutier nach Postawy zugeführt werden.
Im Dezember 1916 erfolgte die Verlegung des Korps an die Westfront, es folgten Kämpfe u. a. in Artois und vor Verdun. Zwischen 24. Juli und 15. Dezember 1917 übernahm das wieder an die Ostfront abgegangene Generalkommando während der Kerenski-Offensive als Gruppe Litzmann im Abschnitt der k.u.k. 3. Armee die Befehlsführung im Raum Stanislau. Mitte Dezember 1917 übernahm das Generalkommando bis Anfang Jänner 1918 noch die Führung im Raum Slonim.
Ende Januar 1918 verlegte das Korps zweitmalig an die Westfront und übernahm am 6. Februar im Raum Arras die Führung der „Gruppe Souchez“. Anfang April 1918 nahm das nach Flandern verlegte Korps an der Schlacht an der Lys teil, die unterstellte 207. und 220. Infanterie-Division deckten dabei den linken Flügel der 6. Armee im Raum südlich von La Bassée. Am 6. August 1918 übernahm Generalleutnant Paul Grünert das Kommando über das Korps. Es bildete zu diesem Zeitpunkt den linken Flügel der 6. Armee bei Lens. Von dort ging es auf die Antwerpen-Maas-Stellung zurück, bis der Waffenstillstand eintrat. Grünert führte sein Korps in die Heimat zurück und reichte nach der Demobilisierung des Großverbandes sein Abschiedsgesuch ein.

## Gliederung
Das Korps entstand bei Kriegsbeginn aus preußischen Kriegsfreiwilligen und war wie folgt gegliedert:
79. Reserve-Division
- 79. Reserve-Infanterie-Brigade
  - Reserve-Infanterie-Regiment Nr. 261
  - Reserve-Infanterie-Regiment Nr. 262
  - Reserve-Infanterie-Regiment Nr. 263
  - Reserve-Radfahrer-Kompanie Nr. 79
  - Reserve-Kavallerie-Abteilung Nr. 79
- 79. Reserve-Feldartillerie-Brigade
  - Reserve-Feldartillerie-Regiment Nr. 63
  - Reserve-Feldartillerie-Regiment Nr. 64
- Reserve-Pionier-Kompanie Nr. 81

80. Reserve-Division
- 80. Reserve-Infanterie-Brigade
  - Reserve-Infanterie-Regiment Nr. 264
  - Reserve-Infanterie-Regiment Nr. 265
  - Reserve-Infanterie-Regiment Nr. 266
  - Reserve-Radfahrer-Kompanie Nr. 80
  - Reserve-Kavallerie-Abteilung Nr. 80
- 80. Reserve-Feldartillerie-Brigade
  - Reserve-Feldartillerie-Regiment Nr. 65
  - Reserve-Feldartillerie-Regiment Nr. 66
- Reserve-Pionier-Kompanie Nr. 82
- Reserve-Pionier-Kompanie Nr. 83

Korpstruppen

## Kommandierender General
| Dienstgrad             | Name          | Datum                                |
| ---------------------- | ------------- | ------------------------------------ |
| General der Infanterie | Karl Litzmann | 24. Dezember 1914 bis 6. August 1918 |
| Generalleutnant        | Paul Grünert  | 06. August 1918 bis Kriegsende       |